# Revista mèdica
Una revista mèdica, o revista  biomèdica, és una revista científica dedicada al camp de la Medicina i de la Salut Pública. La majoria estan publicades per organitzacions o societats relacionades amb les ciències de la salut i els seus articles estan subjectes a revisió per experts com a mètode de control de la qualitat i veracitat dels continguts.

## Normes de publicació
Les revistes biomèdiques, estan subjectes a unes normes de publicació que recullen com s'ha de preparar un manuscrit per poder ser publicat, els aspectes sobre l'edició i publicació dels articles i les consideracions ètiques que han de seguir en la comunicació dels seus resultats. Aquestes normes són conegudes com a "Normes Vancouver" (per la ciutat canadenca on van ser consensuades per primera vegada), encara que formalment es denominen "requisits d'uniformitat per a manuscrits enviats a revistes biomèdiques" (Uniform Requirements for Manuscripts Submitted to Biomedical Journals)

## Tipologia documental
La majoria de revistes biomèdiques inclouen diversos tipus d'articles. Segons la seva estructura, enfocament, contingut, característiques intel·lectuals i finalitat del document, es poden classificar en:
- Editorial
- Carta al director
- Carta científica
- Original (de recerca i d'opinió)
- Revisió (revisió narrativa, revisió sistemàtica i meta-anàlisi)
- Notes tècniques

Les revistes mèdiques també poden incloure, per exemple, casos clínics, imatges clíniques d'interès, guies clíniques, ressenyes bibliogràfiques, etc. Algunes revistes, en format electrònic, publiquen en línia material multimèdia.

## Classificació bibliomètrica
Igual que altres  revistes científiques, les revistes mèdiques es classifiquen mitjançant  indicadors biliomètrics, entre aquests, el més conegut i utilitzat és el factor d'impacte, o índex d'impacte, relacionat amb la probabilitat que un article publicat a la revista sigui citat en un altre estudi, com a fonament d'alguna dada o opinió. Aquest indicador té una influència enorme, però controvertida, quant a la forma en què les publicacions científiques d'investigació són percebudes i avaluades. Cada any és calculat per l'Institut per a la Informació Científica (Institute for Scientific Information, ISI), propietat de l'empresa Thomson Reuters)., per a les publicacions a les quals dona seguiment, les quals són publicades en un informe de cites anomenat Journal Citation Report(JCR).